# Vladimír Filo
Vladimír Filo (Gány, 1940. január 15. – Nyitra, 2015. augusztus 18.) rozsnyói püspök.

## Pályafutása
Pozsonyban a katolikus karon végzett, majd 1962. július 25-én pappá szentelték. Könnyen és jól beszélt magyarul.
Káplánként Szencen, Nagyszombatban, Gútán, majd Érsekújvárott szolgált. 1966-ban Nagyszombatba helyezték püspöki szertartásmesternek. 1968-tól Rómában tanult. 1976–1990 között a nagycétényi plébánián szolgált.

### Püspöki pályafutása
1990-ben II. János Pál pápa nagyszombati segédpüspökké nevezte ki. Címzetes székhelye a mauretániai Thucca lett. Április 16-án szentelte püspökké Ján Sokol nagyszombati érsek, Ján Chryzostom Korec nyitrai és František Tondra szepesi püspök segédletével. 1990–1991 között a Pozsonyi Szent Cirill és Metód papi szeminárium rektora volt. 1990–1998 között kánonjogi professzor volt a Comenius Egyetem katolikus karán. 1992-től az egyházi bíróság bírósági vikáriusa volt. A Szlovák Liturgiai Bizottság elnöke volt.
2002. november 23-án rozsnyói koadjutor püspökké nevezték ki. 2008-ban Eduard Kojnok lemondása után megyés püspök lett. 2009. január 28-án iktatták be hivatalába. 2013-ban felkérte a szalézi szerzetesrendet, hogy hagyják el az egyházmegyét, aminek eleget tettek. 75. életévének betöltése után Ferenc pápa 2015. március 21-én elfogadta lemondását és kinevezte utódját Stanislav Stolárik kassai segédpüspököt. A hivatal átvételéig apostoli adminisztrátor, utána emeritus megyés püspök lett. Nyitrai kórházban való elhunyta után, Nagyszombatban ravatalozták fel és végakarata szerint szülőfalujában temették el.